# Mabon (svátek)
Mabon, též Herfest (staroanglicky „podzim, sklizeň"), Halig (staroanglicky „svatý, zdravý“) nebo Meán Fómhair (irsky „střed sklizně/podzimu) je novopohanský svátek podzimní rovnodennosti, sklizně a dožínek, jež je součástí Kola roku. Mabon zahrnuje uctívání zemědělských a loveckých božstev, především Matky Země, ale také procházky, umělecké a řemeslná tvorba, trávení času s rodinou a přáteli, tancování nebo pití vína – svátek je také úzce spojován s vinobraním. K významným symbolům náleží především jablko, ale také vinné hrozny, rohy hojnosti či zemědělské nástroje, z barev především oranžová, hnědá, zlatá a červená.
Mabon, stejně jako jarní rovnodennost a slunovraty nebyl, původně součástí wiccanského kalendáře, ačkoliv všechny tyto dny byly slaveny některými neodruidy. Až roku 1958 kdy do něj byl přidány covenem Geralda Gardnera. Zvláštní pojmenování pro svátky však vymyslel až Aidan Kelly v roce 1974, který tak obecné „podzimní rovnodennost“ nahradil výrazem Mabon. Jméno Mabon je převzato od velšské mytické postavy Mabona, jež je nejspíše protějškem galského boha jménem Maponos. Souvislost mezi velškou postavou a svátkem je některými novopohany vnímána jako sporná či přímo nesmyslná a tak název Mabon pro podzimní rovnodennost odmítají.  Mezi novopohany je Mabon často chápán jako bůh světla, druhé sklizně a jeho matka Modron jako Matka Země.
Ve wiccanské mytologii se v tento den Bohyně mění z Matky na Stařenu a Bůh sám sebe obětuje aby dal vzejít sklizni. Některé moderní čarodějnice se v tento den loučí s Persefonou, jež odchází za svým manželem Hádem do podsvětí. Neodruidka Ellen Evert Hopman spojuje tento svátek s hermafroditními božstvy, Zeleným mužem a Cailleach „stařenou“.